# Tanjurer
Der Tanjurer (russisch Танюрер) ist ein linker Nebenfluss des Anadyr im Autonomen Kreis der Tschuktschen in Nordost-Sibirien.
Der 482 km lange Fluss hat seinen Ursprung im Hochland von Tschukotka, nördlich des Pekulnei-Gebirges.
Er fließt entlang dem Ostrand des Pekulnei-Gebirges in südsüdwestlicher Richtung ins Anadyrtiefland, wo er nördlich des Krasnoje-Sees auf den von Westen kommenden Anadyr trifft.
Der Tanjurer entwässert ein Gebiet von 18500 km². 
Im Juni beträgt der mittlere Abfluss des Tanjurer in Mündungsnähe 1160 m³/s. Der Fluss gefriert im November und ist Ende Mai / Anfang Juni wieder eisfrei. Der Unterlauf ist schiffbar.